# Ursula Bredlinger
Ursula Bredlinger (* 24. Oktober 1973 in Eisenstadt als Ursula Filzwieser) ist eine österreichische Langstreckenläuferin. Auch ihre Tochter Caroline Bredlinger ist als Leichtathletin aktiv.

## Werdegang
Sie hält seit 1995 die österreichischen U23-Rekorde für den Halbmarathon (1:22:42 h) und den Marathon (2:51:18 h).
2007 stellte sie als Zweite auf der Halbmarathonstrecke des Vienna City Marathons mit 1:18:07 h ihre persönliche Bestzeit auf und wurde beim Salzburg-Marathon in 2:48:10 h Gesamtzweite und Österreichische Marathonvizemeisterin hinter Eva-Maria Gradwohl.
2008 wurde sie als Gesamtsiegerin des Marathons im Dreiländereck in 2:49:06 h Österreichische Meisterin.

Ihren Titel verteidigte sie im darauffolgenden Jahr als Gesamtsiegerin des Salzburg-Marathons in 2:49:20 h.
Ebenfalls nationale Meisterin wurde sie im Oktober 2009 beim Halbmarathon in Eisenstadt mit einer Zeit von 1:20:28 h.
Beim Florenz-Marathon wurde sie Siebte in 2:43:56 h und verbesserte damit ihren persönlichen Rekord um mehr als vier Minuten.
Die AHS-Lehrerin Bredlinger startet für das Laufteam Burgenland Eisenstadt.

## Sportliche Erfolge
| Datum/Jahr    | Rang | Wettbewerb                                       | Austragungsort | Zeit     | Bemerkung                                                                                      |
| ------------- | ---- | ------------------------------------------------ | -------------- | -------- | ---------------------------------------------------------------------------------------------- |
| 29. Nov. 2009 | 7    | Florenz-Marathon                                 | Florenz        | 02:43:56 | hinter der Siegerin Eva Maria Gradwohl – mit persönlicher Marathon-Bestzeit                    |
| 4. Okt. 2009  | 1    | Österreichische Staatsmeisterschaft Halbmarathon | Eisenstadt     | 01:20:28 | Halbmarathon-Staatsmeisterin beim Eisenstadt Halbmarathon                                      |
| 3. Mai 2009   | 1    | Österreichische Staatsmeisterschaft Marathon     | Salzburg       | 02:49:20 | Marathon-Staatsmeisterin beim Salzburg-Marathon                                                |
| 5. Okt. 2008  | 1    | Österreichische Staatsmeisterschaft Marathon     | Bregenz        | 02:49:06 | Marathon-Staatsmeisterin beim Marathon der 3 Länder am Bodensee                                |
| 13. Mai 2007  | 2    | Österreichische Staatsmeisterschaft Marathon     | Salzburg       | 02:48:10 | Zweite und damit Vizestaatsmeisterin Marathon hinter Eva-Maria Gradwohl beim Salzburg-Marathon |
| 29. Apr. 2007 | 2    | Vienna City Marathon                             | Wien           | 01:18:07 | im Halbmarathon Zweite hinter der Rumänin Daniela Cîrlan                                       |

(DNF – Did Not Finish)